# Unione monetaria
In economia, una unione monetaria è una situazione dove alcune nazioni hanno accettato di condividere una moneta unica (detta anche moneta comune). Le unioni monetarie differiscono dalle unioni economiche e monetarie in quanto, in queste ultime, sono previste forme più o meno spinte di coordinamento delle politiche economiche e delle politiche fiscali dei vari paesi membri (è il caso, ad esempio, dell'Unione europea).
In alcuni casi, la condivisione di una stessa moneta non nasce da un accordo tra nazioni diverse ma è il frutto di una scelta unilaterale di uno stato: è il caso di alcuni paesi (ne sono esempi il Panama, lo Zimbabwe ecc.) che hanno scelto di non stampare più una loro moneta e di adottare il dollaro statunitense, l'euro, la sterlina britannica, o altre divise nazionali.

## Unioni monetarie esistenti
AUD dollaro australiano
     XCD dollaro dei Caraibi Orientali
     USD dollaro statunitense
     EUR euro
     XOF franco CFA BCEAO
     XAF franco CFA BEAC
     XPF franco CFP
     CHF franco svizzero
     ZAR rand sudafricano
     INR rupia indiana

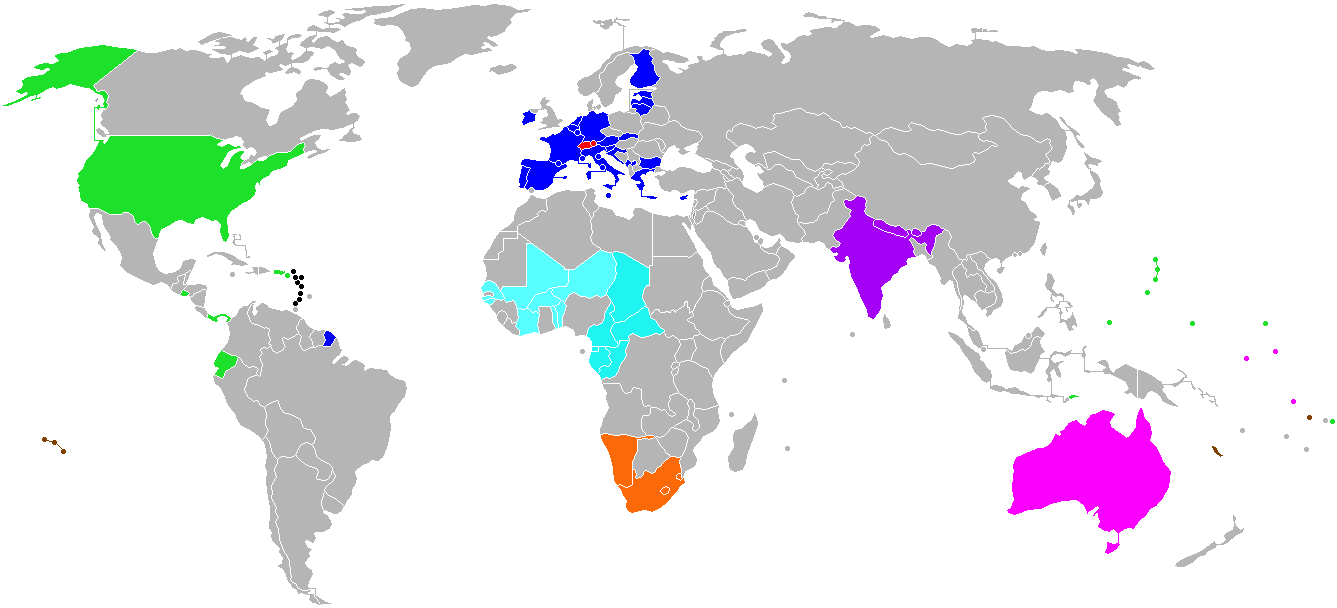
Le attuali unioni monetarie
AUD dollaro australiano
XCD dollaro dei Caraibi Orientali
USD dollaro statunitense
EUR euro
XOF franco CFA BCEAO
XAF franco CFA BEAC
XPF franco CFP
CHF franco svizzero
ZAR rand sudafricano
INR rupia indiana

- Il dollaro australiano usato da Australia, Kiribati, Nauru e Tuvalu.
- Il dollaro dei Caraibi orientali usato da Anguilla, Antigua e Barbuda, Dominica, Grenada, Montserrat, Saint Kitts e Nevis, Saint Vincent e Grenadine e Saint Lucia.
- Il dollaro statunitense è usato dagli Stati Uniti e a Palau, Stati Federati di Micronesia, Isole Marshall, Panama, Ecuador, El Salvador, isole Vergini britanniche e le Isole Turks e Caicos.
- L'euro, usato da 20 membri dell'Unione europea, da alcune delle loro dipendenze extra-europee e da San Marino, Principato di Monaco, Vaticano, Andorra e (unilateralmente, ovvero senza far parte ufficialmente dell'unione monetaria) dal Montenegro e dal Kosovo.
- Il franco CFA BCEAO usato dal Benin, Burkina Faso, Costa d'Avorio, Guinea-Bissau, Mali, Niger, Senegal e Togo.
- Il franco CFA BEAC usato da Camerun, Repubblica Centrafricana, Ciad, Repubblica del Congo, Guinea Equatoriale e Gabon.
- Il franco CFP usato nella Polinesia Francese, Nuova Caledonia e Wallis e Futuna.
- Il franco svizzero ha corso legale in Svizzera e Liechtenstein.
- Il rand sudafricano ha corso legale in Sudafrica, Swaziland, Lesotho, Zimbabwe[1] e Namibia.
- La rupia indiana ha corso legale in India, Bhutan e Nepal.

## Unioni monetariede facto
- Il dram armeno ha corso legale in Armenia e nell'auto dichiarata repubblica del Nagorno Karabakh.[2]
- Nei territori di Brunei e Singapore, il dollaro del Brunei e il dollaro di Singapore hanno corso legale.
- L'euro è usato come moneta legale in Kosovo e Montenegro, sebbene non siano parte dell'Eurozona.
- Il dollaro di Hong Kong ha corso legale in Hong Kong e nella vicina Macao,[3] entrambe Regioni amministrative speciali della Repubblica popolare cinese.
- Il dollaro neozelandese è usato in Nuova Zelanda, Niue, le isole Cook, Tokelau, e le Isole Pitcairn.
- I territori palestinesi sotto il controllo dell'Autorità Nazionale Palestinese usano il nuovo siclo israeliano e il dinaro giordano.
- Il rublo russo è usato in Russia e nelle regioni georgiane di Abcasia e Ossezia del Sud, indipendenti de facto.
- La nuova lira turca ha corso legale in Turchia e nell'autoproclamata Repubblica Turca di Cipro Nord.
- Nello Zimbabwe, dal 12 aprile 2009, dopo la iperinflazione che ha colpito il paese, la Reserve Bank of Zimbabwe non stampa più il dollaro zimbabwiano. Nel paese sono utilizzate, come moneta, l'Euro, il dollaro statunitense, il Rand sudafricano, la Pula del Botswana e la Sterlina britannica.